# Merchiston Tower
Merchiston Castle oder Merchiston Tower wurde wahrscheinlich von Alexander Napier, dem zweiten Laird of Merchiston, um das Jahr 1454 erbaut. Es dient als Sitz des Clan Napier. Es ist bekannt als Wohnsitz von John Napier, dem achten Laird of Merchiston, der hier 1550 geboren wurde.

## Geschichte
Das Land, das die Burg umgibt, wurde 1438 von Alexander Napier, dem ersten Laird of Merchiston erworben, und blieb für den Großteil der folgenden fünfhundert Jahre im Beitz der Familie Napier.
Merchiston Castle wurde wahrscheinlich als Landhaus erbaut, aber seine strategische Situation und die turbulente politische Situation erforderten, die Burg stark zu befestigen – mit einigen etwa sechs Meter dicken Wänden – darauf stand sie oft unter Belagerung. Während der Restaurierung in den 1960er Jahren wurde im Mauerwerk des Turms eine 26 Pfund schwere Kanonenkugel gefunden, die wahrscheinlich aus dem Krieg 1572 zwischen Maria Stuart und Unterstützern ihres Sohnes, Jakob VI., stammen.
1659 wurde der Turm an Ninian Lowis verkauft, in dessen Familie er bis 1729 blieb, als er den Statthaltern des George Watson’s Hospital übergeben wurde. Der Turm wurde von der  Napier of Merchiston Familie durch Francis Napier, 6. Lord Napier 1752 zurückerworben.
1772, ein Jahr vor dem Tod des sechsten Lords, wurde der Turm einem Verwandten verkauft, Charles Hope-Weir, dem zweiten Sohn von John Hope, 2. Earl of Hopetoun. Weir verkaufte den Turm 1775 an Robert Turner, einen Richter, der ihn 1785 an Robert Blair, einem Professor der Astronomie an der Edinburgh University verkaufte.
Die Familie Napier kam 1818 abermals in den Besitz von Merchiston Castle, als es von William Napier, 9. Lord Napier erstanden wurde.
1833 überließ Lord Napier Charles Chalmers den Turm, der die Merchiston Castle School gründete. Merchiston Castle wurde 1914 von John Scott Napier, dem 14. Laird of Merchiston, an die Schule verkauft. Die Schule räumte das Gebäude 1930, als sie an einen Ort drei Meilen weiter zog.
Das Anwesen wurde zuerst an The Merchant Company 1930 verkauft, 1935 dem Edinburgh City Council, und blieb unbewohnt bis 1956, als es als Kernstück einer neuen technischen Hochschule vorgeschlagen wurde. Die Restaurierung begann 1958, im Zuge derer wurde eine Fallbrücke entdeckt und eine Putzdecke aus dem 17. Jahrhundert erhalten.
Es steht jetzt in der Mitte des Merchiston-Campus der Napier University.

## Konstruktion
Der Turm ist ein interessantes und aufwendiges Beispiel des mittelalterlichen Wohnturms, auf Basis des L-Plans erbaut, mit einem im Norden vorspringenden Flügel. Die Decken in der zweiten Etage und unter dem Dach waren ursprünglich gewölbt. Zu den bemerkenswerten Details gehört die ungewöhnliche Aufführung des Haupteingangs im zweiten Stockwerk der Südfront. Die hohe, flache Vertiefung, in der sich der Türbogen befindet, hat früher zweifellos zur Aufnahme einer Zugbrücke gedient, welche in heruntergeklapptem Zustand auf einem Außenwerk etwa 4,3 m über dem Boden und etwa 3 m vom Turm entfernt aufgelegen haben muss.
Die Napier University hat Teile der Mauer des Nordflügels entfernt, um einen Korridor unterzubringen, der durch die Burg zu weiteren Campusgebäuden führt.